# Voldparkens Skole
Voldparkens Skole er en tidligere folkeskole i bebyggelsen Voldparken på Kobbelvænget i Husum. Den blev lukket i 2008.
Skoleinspektører:
- Kaj Johannesen       1953-1972
- Åge Kjeldgård          1972-1995
- Leif Gudman Rasmussen  1996-2008

Skolen blev opført i 1952-57 efter tegninger af den funktionalistiske arkitekt Kay Fisker og den regnes for et af hans hovedværker.
Kendte personer der har gået på skolen:
- Sven-Ole Thorsen, bodybuilder, karatemester, skuespiller og stuntman.
- Allan Høxbroe, miljøjournalist på DR.
- Mads Vinding, verdensberømt bassist.
- Pierre Dørge, musiker.
- Søren Kruse, økonomidirektør for vor Dronning.
- Susanne Christiansen,  journalist DR og forfatter

Da skolen stadig stod tom i 2009, fik det lokale foreninger bistået af Brønshøj-Husum Lokaludvalg til at foreslå bygningerne anvendt til sundhedshus og idrætsfaciliteter. Den nedlagte Voldparken skole er nu blevet et aktivitetscenter med et væld af forskellige aktiviteter for borgerne i lokalområdet, og København generelt.